# Mochizuki Chiyome
 (mai 2022).
Mochizuki Chiyome est un nom japonais traditionnel ; le nom de famille (ou le nom d'école), Mochizuki, précède donc le prénom (ou le nom d'artiste).
Mochizuki Chiyome (望月千代女) aussi appelée Mochizuki Chiyojo, est une noble japonaise du XVIe siècle à qui l'on attribue la création d'un groupe de ninjas uniquement composé de femmes,.

## Biographie
Peut-être originaire du clan Kōga, Mochizuki Chiyome est la femme de Mochizuki Nobumasa, un seigneur de guerre samouraï de Shinano et seigneur du château de Mochizuki, tué durant la bataille de Nagashino de 1575. Tandis que Nobumasa est sorti pour combattre, elle est souvent placée sous la protection du daimyo Takeda Shingen, qui est également l'oncle de son mari. Shingen lui confie plus tard la mission de recruter des femmes et de créer un réseau clandestin de kunoichi (femmes ninjas). Le plan de Takeda est d'obtenir des combattantes opérationnelles parfaitement entraînées qui pourraient servir comme agents de séduction pour glaner des informations et délivrer des messages codés à ses alliés. Chiyome est la meilleure candidate pour cela puisqu'elle est issue d'une longue lignée de ninja Kōga. Elle accepte la mission, s'installe dans le village de Nazu dans la province de Shinano, et commence sa recherche de candidates potentielles. 
Chiyome recrute plusieurs jeunes femmes, des orphelines récentes, des prostituées, ou des victimes des guerres civiles de la période Sengoku. Elle recrute également des filles qui ont tout perdu ou tout abandonné. Beaucoup de personnes croient alors qu'elle aide ces femmes, et leur permet de démarrer une nouvelle vie. Mais en réalité, elles sont entraînées pour devenir des informatrices efficaces, des séductrices, des messagères et, si nécessaire, des assassins. Les filles reçoivent les mêmes enseignements religieux et vestimentaires des prêtresses shinto miko, ce qui leur permettrait de voyager n'importe où sans éveiller les soupçons. Avec le temps, les kunoichi de Chiyome apprennent à utiliser d'autres déguisements, comme ceux des actrices, des prostituées ou des geishas. Cela leur permet de déplacer librement entre les villages, les villes, les châteaux, et les temples, et de rester proches de leurs cibles. Il est possible que Chiyome ait réussi à former une troupe d'environ 200 à 300 agents au service du clan Takeda et Shingen était toujours informé de toutes les activités, ce qui lui donnait une longueur d'avance sur ses ennemis jusqu'à sa mort mystérieuse en 1573.

## Réalité historique
En raison des très rares informations sur la vie de Chiyome, certains historiens doutent de son existence réelle car il est possible qu'elle soit issu d'un conte de l'époque d'Edo, étant donné que cela est le même cas pour les dix braves de Sanada.
Son nom n'apparaît qu'après 1971, dans le livre Enquête sur l'histoire japonaise écrit par l'écrivain non-académique Shisei Inagaki en 1971.

## Dans la culture populaire
Mochizuki Chiyome est un personnage du jeu vidéo Red Ninja: End of Honor, de la série Samurai Warriors, éditions en tant que formatrice de kunoichi dans Samurai Warriors et en tant que chef de gardes du corps kunoichi dans Samurai Warriors 2. Elle apparaît également dans le jeu Sangoku Heroes. Sous le nom de « Chiyome », elle est un personnage de Pokémon Conquest, utilisant des pokémon de type sol et ténèbres.
Mochizuki Chiyome est également présente dans le jeu mobile Fate/ Grand Order en tant que servant de classe Assassin